# Steve Pagendam
Stephen „Steve“ Pagendam (* 10. Februar 1961 in St. Catharines, Ontario) ist ein ehemaliger kanadischer Boxer. Er ist der Bruder des Boxers Jamie Pagendam.

## Erfolge
Steve Pagendam gewann im April 1984 die kanadische Meisterschaft im Federgewicht und wurde zum besten Boxer der Meisterschaften gewählt. Er wurde daraufhin zu den Olympischen Spielen 1984 in Los Angeles entsandt. Dort gewann er gegen Boubacar Soumana aus Niger durch Ringrichterabbruch in der dritten Runde, schied jedoch im zweiten Kampf gegen Paul Fitzgerald aus Irland mit einer knappen Wertung von 2:3 aus.